# Петропавловская улица (Пермь)
Петропа́вловская у́лица — улица в Перми, в центральной части города. Проходит от реки Егошихи до площади Гайдара по территории Ленинского и Дзержинского районов. Расположена вдоль Камы, в восточной части — третья от Камы, в западной — четвёртая.

## История
Первоначально улица была длиной всего в один квартал. Начиналась от Петропавловского собора. В XVIII — начале XIX века называлась Дворя́нской. Тогда она была главной улицей города.
Позже в честь Петропавловского собора получила название Петропавловской (1823).
28 июля 1920 переименована в Коммунистическую. Участок улицы от собора до ул. Газеты «Звезда» застроен историческими зданиями, а дальше, до Комсомольского проспекта вплоть до 1990-х сохранялись ветхие деревянные дома. В 1990-е годы облик улицы изменился. Постепенно все старое было снесено, выросли новые высотные дома, а те, которые имели историческую ценность, пережили реставрацию.
1 июня 2009 года принято решение о возвращении улице Коммунистической исторического названия.

## Застройка
Петропавловский собор, с которым связано одно из исторических названий улицы, был построен в 1724 г. Первоначально — из дерева. Позже, с 1757 по 1764 г., был сооружен каменный собор, первое каменное сооружение города, в стиле провинциального барокко. В архитектуре здания выражены также черты древнерусского зодчества. В настоящее сохранилась часовня, колокольня отсутствует. В 1970-е гг. собор был на реставрации, в нём планировалось разместить научно-реставрационные мастерские, но в 1990-х гг. он был возвращен православной церкви. Сейчас в нём проходят службы.
На углу улиц Максима Горького (№ 13) и Петропавловской (№ 18) находится здание Хореографического училища. В 1891 г. здесь было епархиальное женское училище, а ещё раньше — станция вольных почт. Во время войны в Пермь были эвакуированы артисты Ленинградского театра оперы и балета им. С. М. Кирова вместе с хореографическим училищем. После их отъезда на базе Ленинградской балетной школы была создана местная школа. Основала её Е. Н. Гейденрейх. В 1961 училище закончила группа учащихся из Монгольской Народной Республики. Потом неоднократно сюда поступали учащиеся из Монголии и Японии.
В районе улицы Сибирской Петропавловская проходит через сквер. Он назывался и Театральным, и Комсомольским. В центре его стоит Пермский театр оперы и балета. Первое здание театра, построенное архитекторами Р. И. Карвовским и В. В. Потапенко в конце XIX века, сохранялось ещё в советские годы. В 1950-х годах, после пожара, было выстроено новое здание, в дизайне которого использованы элементы классицизма. До революции жители Перми славились как опероманы. Сейчас в городе популярнее балет, поскольку балетная школа сильнее оперной.
На углу улиц Петропавловской и Сибирской находится городская библиотека им. А. С. Пушкина. Здание, в котором она расположена, относится к числу исторических памятников города и даже получило своё собственное название — Дом Смышляева.
Далее, на углу Петропавловской и Куйбышева, у сквера Уральских Добровольцев, расположено здание, в котором находилась типография № 2, ещё недавно самая крупная в городе. Сейчас помещение освобождено, здесь планируют разместить другие учреждения. Рядом стоят ещё два подобных здания, одно из них — табачная фабрика, все построены в стиле модерн. Сам сквер назывался прежде площадью Окулова, а до революции — Чёрным рынком. Это место связано с именем купцов Агафуровых.
Отсюда по улице проходит после поворота трамвайная линия. Вдоль неё есть ещё несколько исторических зданий (например, Торговый дом Ижболдиных), а далее идет современная застройка. Здесь же, у сквера, есть ещё два важных объекта: Культурно-деловой центр (раньше это был Дом политпросвещения, который базировался в другом здании, и здание администрации края (прежде — области), в быту — «Дом советов». Это современное здание, построено в начале 1970-х. От него проходит эспланада, занимающая 4 квартала, между улицами Куйбышева (Красноуфимской) и Крисанова (Ирбитской).
С другой стороны эспланады — новое здание Драматического театра (прежде он располагался на Екатерининской улице, в особняке, который теперь занимает ТЮЗ).
На улице также находится и старый маленький кинотеатр «Комсомолец», который прежде был всегда битком набит публикой, особенно детьми, после реставрации стал выглядеть почти как Монплезир. Теперь здесь размещена коммерческая фирма.

## Исторические здания
- Старый корпус женского епархиального училища (Петропавловская, 18)
- Дом Тупицыных (Петропавловская, 24 / улица 25 Октября, 12)
- Пермская мужская гимназия (Петропавловская, 26)
- Доходный дом Кувшинского (Петропавловская, 30)
- Пермский научный музей (Петропавловская, 38)
- Мариинская женская гимназия (Петропавловская, 23)
- Дом Смышляева (Петропавловская, 25)
- Пермский театр оперы и балета имени П. И. Чайковского (Петропавловская, 25а)
- Кафе "Колибри" (упоминание в 1915), позднее кинотеатр "Комсомолец" (Петропавловская, 39)
- Часовня Стефана Великопермского (Петропавловская, 49)
- Дом Барановой (Петропавловская, 51)
- Пермская книжная типография №2 (Петропавловская, 57)
- Торговый дом Ижболдиных (Петропавловская, 65)

## Галерея

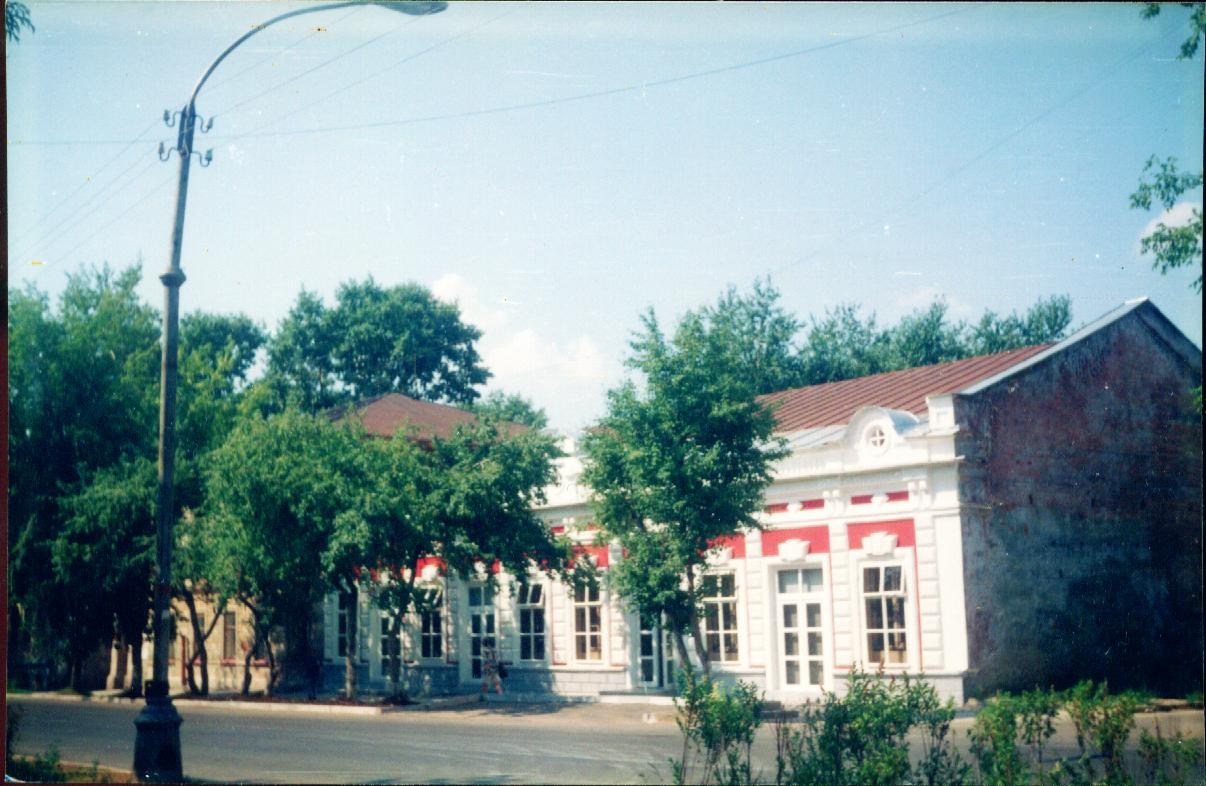
Здание бывшего кинотеатра «Комсомолец»
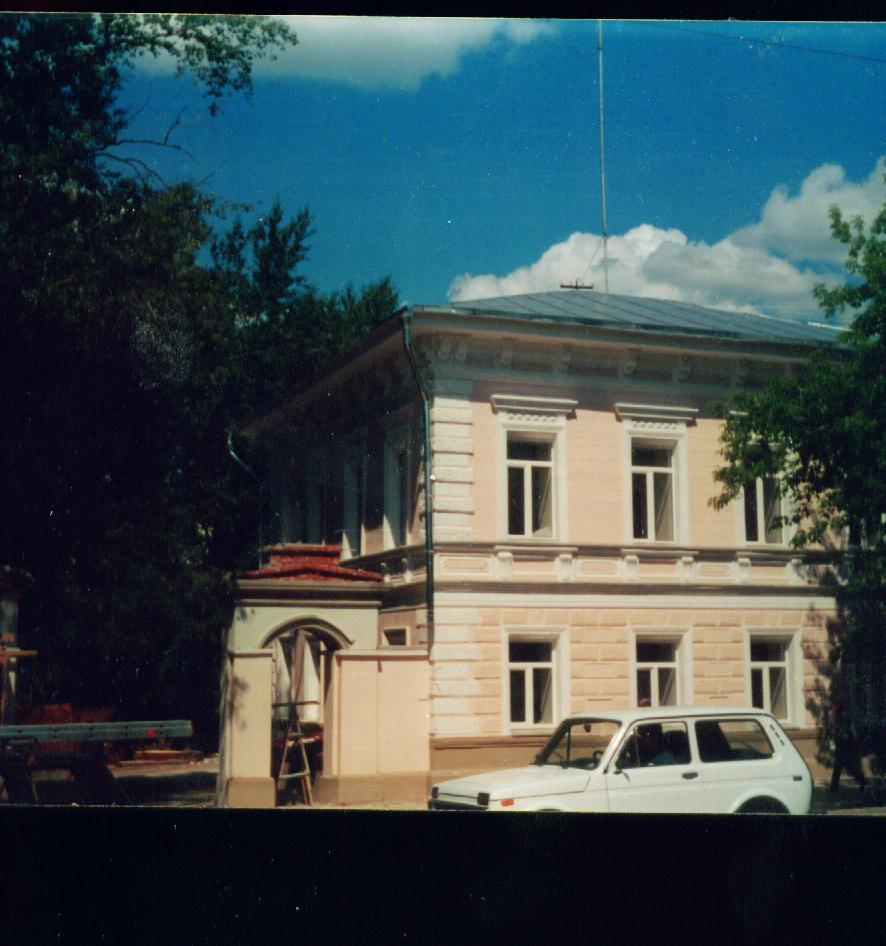
Здание по ул. Петропавловской
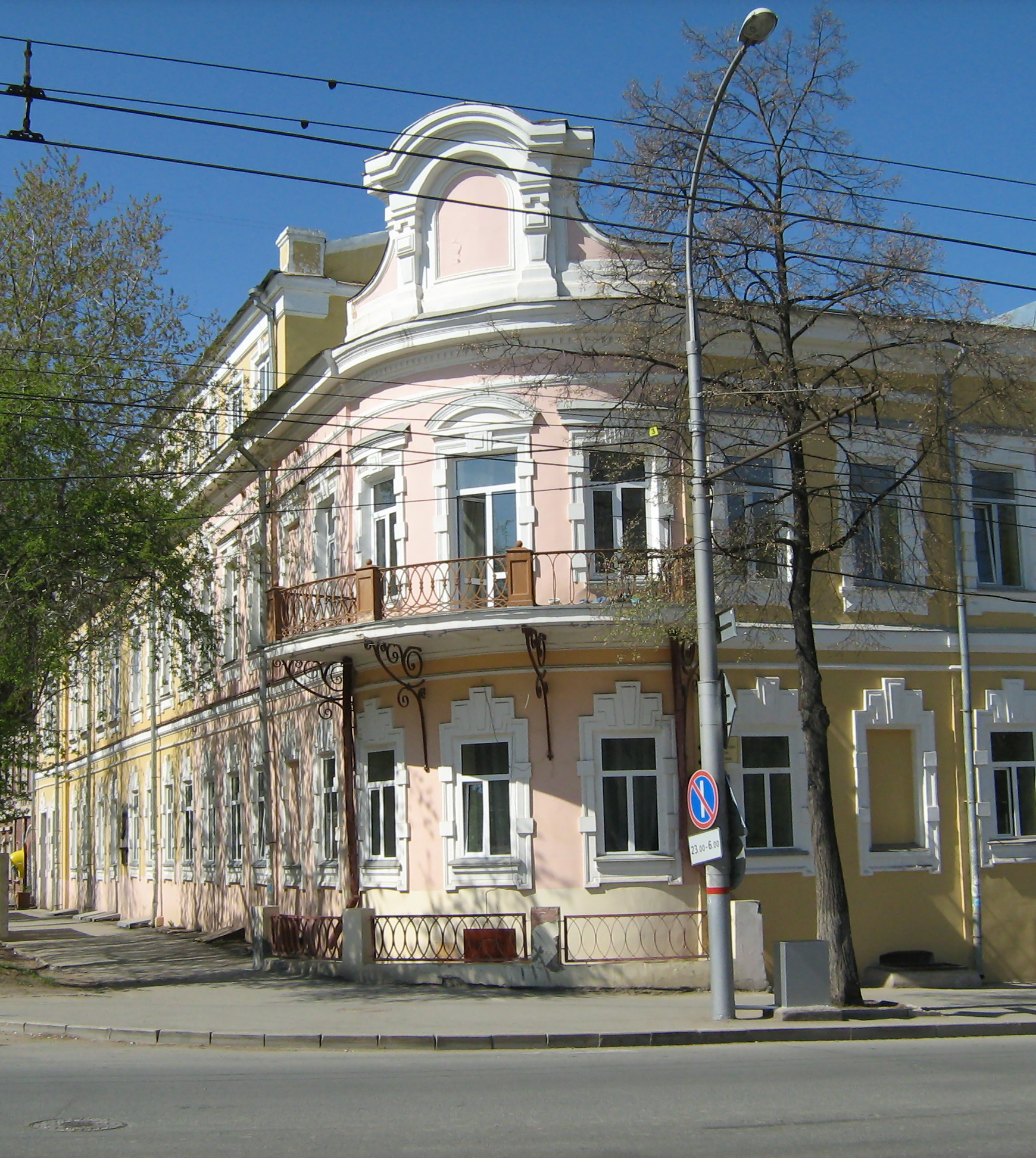
Дом Смышляева
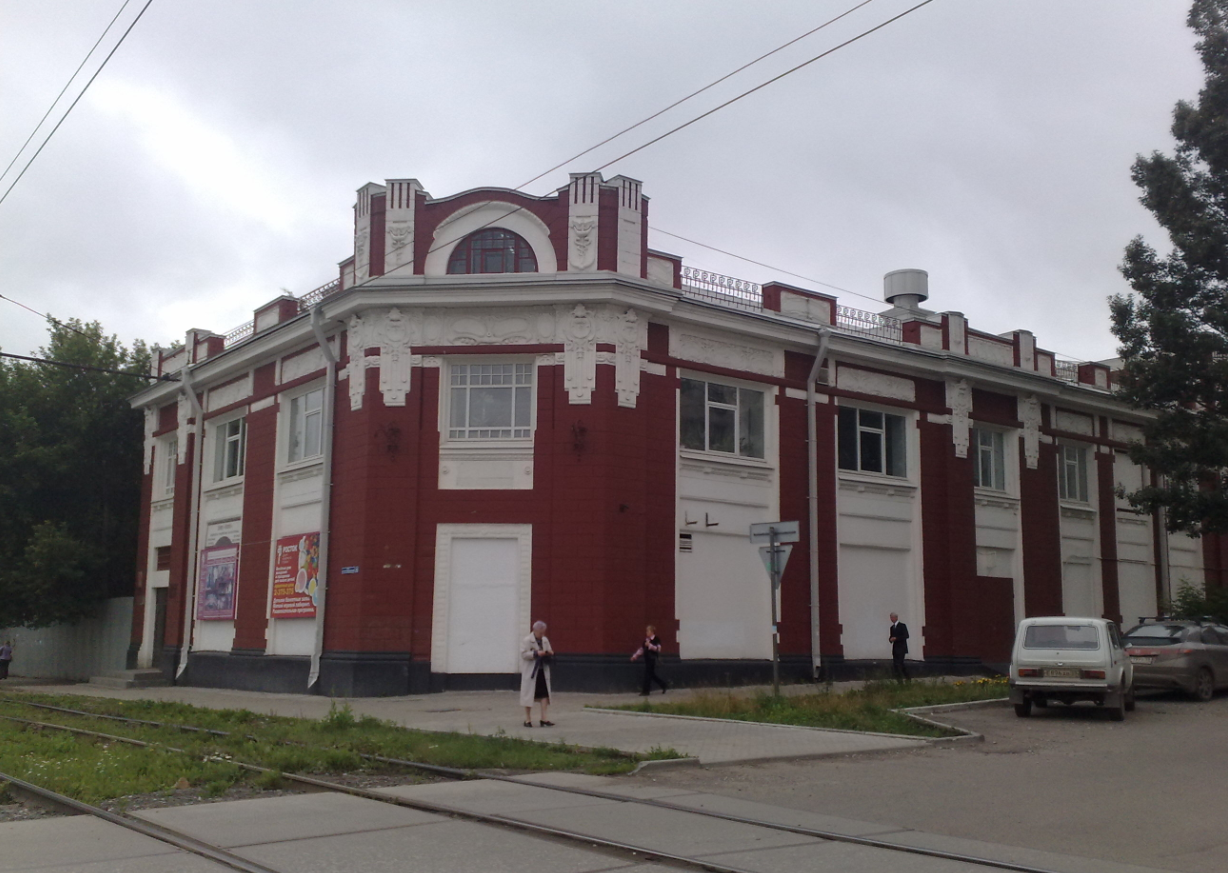
Торговый дом Ижболдиных